# Kopriva (Razkrižje, Slovenija)
Kopriva je naselje u slovenskoj Općini Razkrižju. Kopriva se nalazi u pokrajini Štajerskoj i statističkoj regiji Pomurju. 

## Stanovništvo
Prema popisu stanovništva iz 2002. godine naselje je imalo 19 stanovnika.